# Gorgelpijpknotsslak
De gorgelpijpknotsslak (Catriona gymnota) is een slakkensoort uit de familie van de Cuthonidae. De wetenschappelijke naam van de soort werd in 1838 als Eolis gymnota voor het eerst geldig gepubliceerd door Couthouy.

## Beschrijving
Deze soort heeft een doorschijnend wit lichaam en licht gezwollen cerata. De spijsverteringsklier is oranjeroze van kleur en de toppen van de cerata hebben een brede witte band van kleine epidermale klieren. Bij grotere exemplaren ontwikkelen de rinoforen een bleekoranje overvloeiing. De voet is breed en naar voren afgerond. Grote individuen kunnen meer dan 20 mm lang zijn.

## Verspreiding
Deze soort werd beschreven vanuit Massachusetts Bay, aan de kust van de Atlantische Oceaan in de Verenigde Staten. Het wordt gemeld van de noordwestelijke Atlantische Oceaan van Canada tot New Jersey. DNA-bewijs suggereert dat de exemplaren in het noordoostelijk deel van de Atlantische Oceaan, die eerder als deze soort werden beschouwd, eigenlijk tot een aparte soort behoren en daarom Catriona aurantia zouden moeten heten. 